# Oderbruch

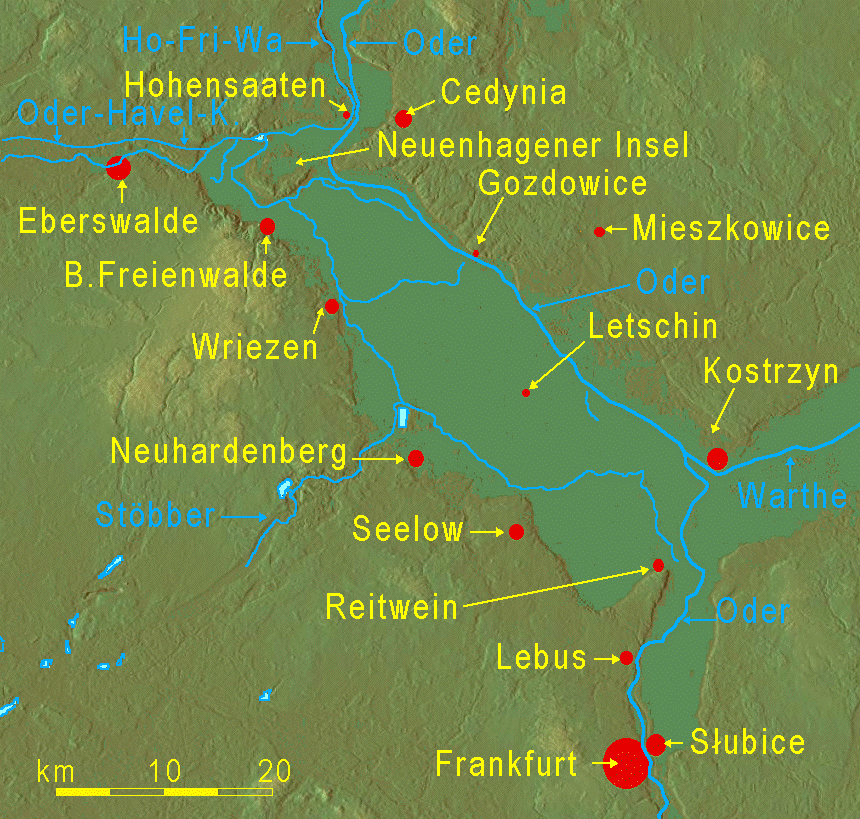
Karta över Oderbruch

Oderbruch är ett lågland vid gränsen mellan det tyska förbundslandet Brandenburg och Polen. Här delar sig floden Oder i flera förgreningar.

## Geografi
Regionen är ungefär 60 km lång samt 12 till 20 km bred och sträcker från staden Lebus i sydöst till städerna Oderberg och Bad Freienwalde i nordväst. Fram till 1700-talet kännetecknades området av flera översvämningar per år och ofta ändrades flodernas läge. Under denna tid var befolkningen huvudsakligen sysselsatt med fiske.
Den ursprungliga skogen som är typisk för flodslätter finns inte kvar men delar av låglandet är täckta med skogar där arter av alsläktet, av björksläktet, av eksläktet, av poppelsläktet och av almsläktet ingår. Vid Bad Freienwalde finns en skog med vanlig bok, med en variant av vanlig ask som här hängande grenar och med introducerade träd. Stora delar av Oderbruch är täckta av gräs och jordbruksmark.

## Historia
Under Fredrik II av Preussens regeringstid blev stora delar av Oderbruch torrlagd och floden Oder fick med hjälp av dammbyggnader en rakare sträckning. Därefter värvades personer som skulle bosätta sig i regionen. Den nya befolkningen kom huvudsakligen från regioner utanför Preussen, som Mecklenburg, Sachsen, Württemberg, Österrike och Schweiz.
Trots alla nämnda åtgärder drabbades Oderbruch 1785, 1838, 1947, 1981/82 och 1997 igen av större översvämningar.
Vid låglandets kant ägde 1945 slaget vid Seelowhöjderna rum som var det sista stora slaget under andra världskriget.

## Särskilda platser i Oderbruch
Vid Altfriedland finns rester av ett kloster för nunnor som inrättades under 1200-talet av cisterciensorden. I byn Kunowice fanns en konstnärskoloni och efter andra världskriget hölls därför flera evenemang.

## Bäverbestånd
1986 återinfördes den europeiska bävern i Oderbruch genom att flytta dit 46 individer från floden Elbe. Populationen ökade starkt och 2008 räknades 60 bäverborgar med cirka 250 individer. Hela beståndet uppskattas betydligt mindre än 500 individer. Bäverns aktiviteter uppskattas inte av hela befolkningen till exempel när djuret skapar hål i dammbyggnader. För att minska konflikter inrättades 2009 av den lokala myndigheten för vattendrag och dammbyggnader (Gewässer- und Deichverband Oderbruch) ett koordinationsprogram.